# Калійні ставки

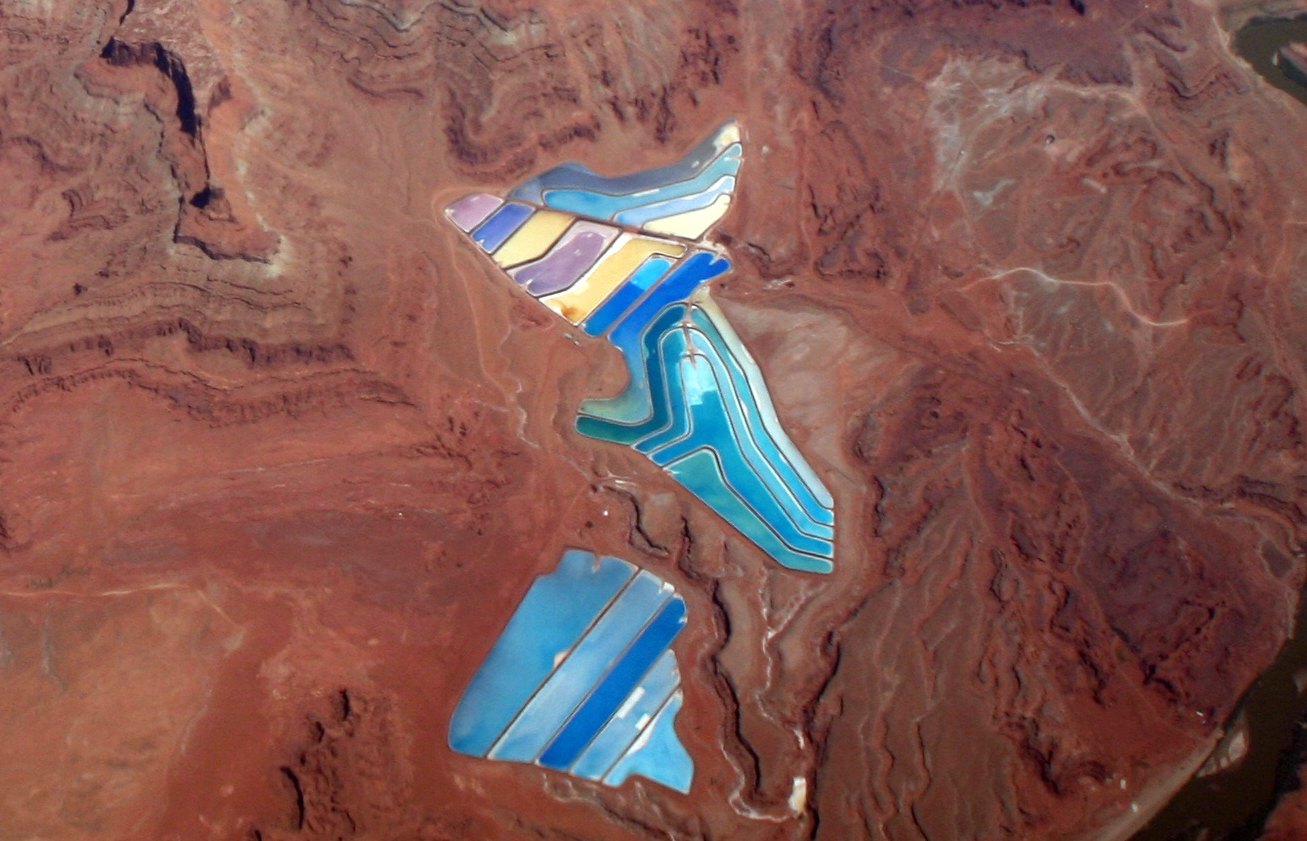
Калійні ставки Intrepid Potash, 2012. Колорадо.

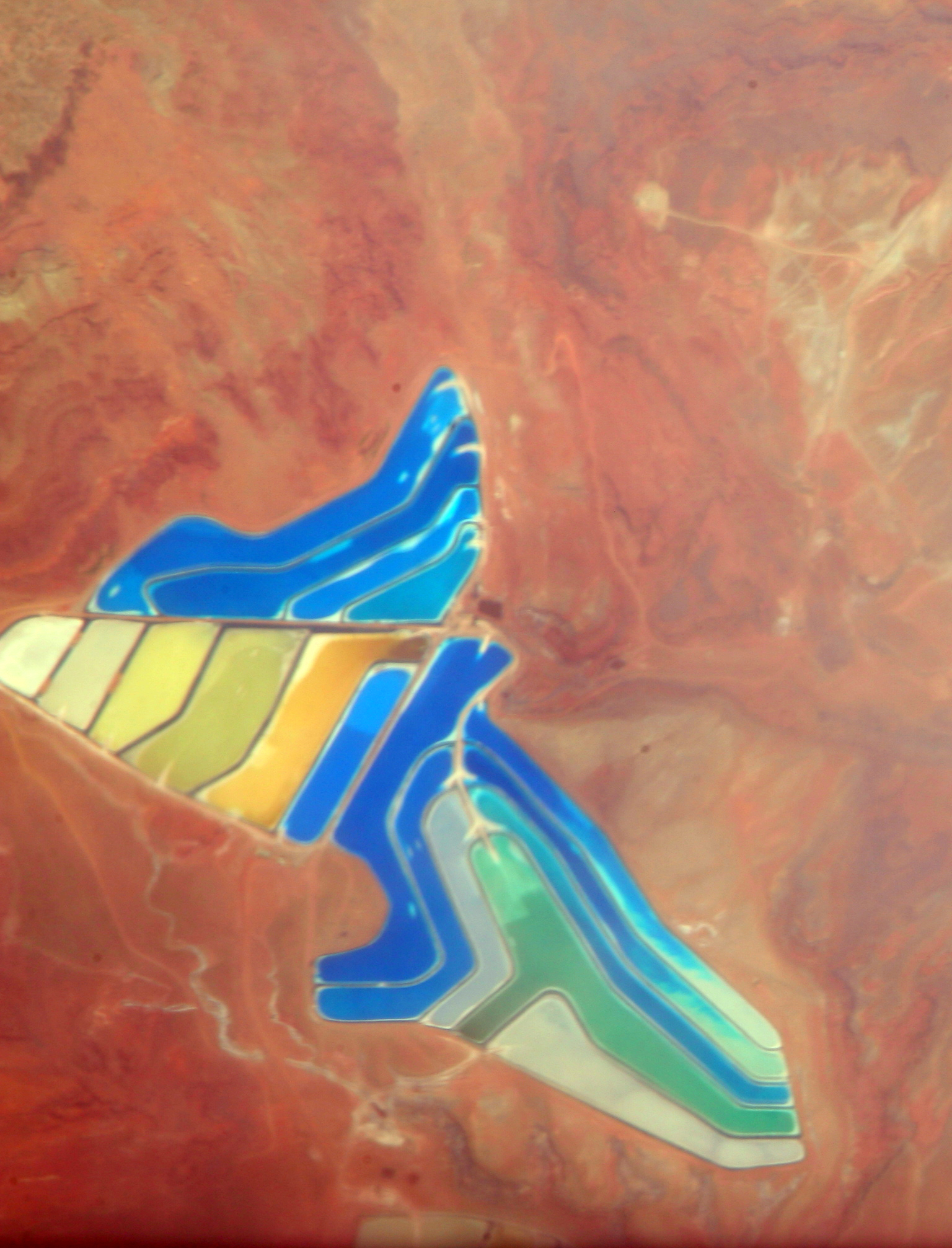
Калійні ставки Intrepid Potash, 2014.

Калійні ставки — антропогенні водоймища, створені для виділення з них калійвмісних солей. Утворюються при видобуванні калійної сировини методом підземного розчинення. Характерна особливість — різнокольорові, яскраво-сині .
Прикладу штаті Юта, вздовж річки Колорадо, приблизно в 30 кілометрах на захід від Моава. Рукотворні водойми компанії Intrepid Potash мають площу в 1,5 кв. км. Колірність «калійних ставків» обумовлюється реагентами, які додаються при випарюванні солей.